# Antonio de la Torre (attore)
Antonio de la Torre Martín (Malaga, 18 gennaio 1968) è un attore spagnolo.

## Biografia
Laureato in giornalismo, inizia a lavorare come giornalista sportivo anche se la sua ambizione era quella di diventare attore. Finalmente nel 1994 ottiene il suo primo ruolo cinematografico nel film I peggiori anni della nostra vita al quale seguono alcuni lavori in televisione. Il grande successo arriva nel 2006 quando partecipa ai film Azuloscurocasinegro, grazie al quale viene premiato con il primo Premio Goya, e Volver - Tornare, diretto da Pedro Almodóvar. Una seconda nomination al Premio Goya arriva nel 2010 grazie al film Ballata dell'odio e dell'amore diretto da Álex de la Iglesia per il quale aveva lavorato in numerosi film, come La comunidad - Intrigo all'ultimo piano del 2000. Nel 2019 viene candidato al Premio Goya per la sua interpretazione nel film Il regno.

## Filmografia parziale

### Cinema
- Il giorno della bestia (El día de la bestia), regia di Álex de la Iglesia (1995) - cameo
- La comunidad - Intrigo all'ultimo piano (La comunidad), regia di Álex de la Iglesia (2000)
- Volver - Tornare (Volver), regia di Pedro Almodóvar (2006)
- Azuloscurocasinegro, regia di Daniel Sánchez Arévalo (2006)
- Gordos, regia di Daniel Sánchez Arévalo (2009)
- Ballata dell'odio e dell'amore (Balada triste de trompeta), regia di Álex de la Iglesia (2010)
- La mitad de Óscar, regia di Manuel Martín Cuenca (2010)
- Primos, regia di Daniel Sánchez Arévalo (2011)
- La chispa de la vida, regia di Álex de la Iglesia (2011)
- Invasor, regia di Daniel Calparsoro (2012)
- Unit 7, regia di Alberto Rodríguez Librero (2012)
- La gran familia española, regia di Daniel Sánchez Arévalo (2013)
- Caníbal, regia di Manuel Martín Cuenca (2013)
- Gli amanti passeggeri (Los amantes pasajeros), regia di Pedro Almodóvar (2013)
- La grande passione (United Passions), regia di Frédéric Auburtin (2014)
- La isla mínima, regia di Alberto Rodríguez Librero (2014)
- Felices 140, regia di Gracia Querejeta (2015)
- Hablar, regia di Joaquín Oristrell (2015)
- Che Dio ci perdoni (Que Dios nos perdone), regia di Rodrigo Sorogoyen (2016)
- La vendetta di un uomo tranquillo (Tarde para la ira), regia di Raúl Arévalo (2016)
- Abracadabra, regia di Pablo Berger (2017)
- Il movente (El autor), regia di Manuel Martín Cuenca (2017)
- Una notte di 12 anni (La noche de 12 años), regia di Álvaro Brechner (2018)
- Il regno (El reino), regia di Rodrigo Sorogoyen (2018)
- Il piano (El plan), regia di Polo Menárguez (2019)
- La trincea infinita (La trinchera infinita), regia di Aitor Arregi, Jon Garaño e Jose Mari Goenaga (2019)
- Chasing Wonders, regia di Paul Meins (2020)
- On the edge (Entre la vie et la mort), regia di Giordano Gederlini (2022)

### Televisione
- Teresa d'Avila - Il castello interiore (Teresa), regia di Jorge Dorado – film TV (2015)
- The Night Manager – miniserie TV, 4 puntate (2016)
- The Spanish Princess – miniserie TV, puntata 9 (2020)

## Doppiatori italiani
Nelle versioni in italiano delle opere in cui ha recitato, Antonio de la Torre è stato doppiato da:
- Sergio Lucchetti in La isla minima, Che Dio ci perdoni, La vendetta di un uomo tranquillo, Una notte di 12 anni
- Massimo Lodolo in Il regno, Il piano
- Riccardo Rossi in La comunidad - Intrigo all'ultimo piano
- Pierfrancesco Favino in Volver - Tornare
- Christian Iansante in Ballata dell'odio e dell'amore
- Antonio Palumbo in Gli amanti passeggeri
- Vladimiro Conti in La grande passione
- Roberto Pedicini in Abracadabra
- Giorgio Melazzi in La trincea infinita
- Eugenio Marinelli in The Spanish Princess